# IC 1464/1
IC 1464/1 је спирална галаксија у сазвијежђу Водолија која се налази на листи објеката дубоког неба у Индекс каталогу.
Деклинација објекта је - 8° 59' 19" а ректасцензија 23h 3m 11,0s. Привидна величина (магнитуда) објекта IC 1464 износи 14,4 а фотографска магнитуда 15,2. IC 14641 је још познат и под ознакама IC 1464A, MCG -2-58-20, NPM1G -09.0723, PGC 70345.